# 池田文庫
池田文庫（いけだぶんこ）は、大阪府池田市にある企業図書館。阪急阪神東宝グループの公益財団法人阪急文化財団が運営。関西の大手私鉄で唯一の企業図書館でもある。

## 概要
阪急阪神東宝グループの創業者の小林一三が理想的な地方文化事業創生の夢を描いて開館した。館内には演劇に関する図書、雑誌、宝塚歌劇の上演資料、歌舞伎資料をはじめ宝塚歌劇・阪急電鉄・阪急東宝グループの書籍等を蔵書している。館内には展示室があり年2回収蔵品の企画展を開催している。敷地内には大小庵と古彩庵と言う2つの茶室がある。隣接して逸翁美術館がある。

## 主な蔵書
阪急電鉄関連資料
阪急電鉄の創業時から現在の阪急阪神ホールディングスとしての企業活動に関わる書籍や資料
宝塚歌劇関連資料
宝塚歌劇の公演プログラム、公演ポスター、写真集、機関誌（歌劇など）、公演の原作資料（文学作品・漫画本など）、新聞スクラップなどの資料
民俗芸能関係資料
1958年に宝塚歌劇団に発足した「郷土芸能研究会」が日本全国の民俗芸能・祭事を取材した際の資料（映像フィルム・音声テープ・ネガフィルム・取材レポートなど）
歌舞伎関連資料
前身の宝塚文芸図書館時代に収集した、江戸時代中期以降の歌舞伎資料（役者絵、絵看板など）

## 館内利用時の注意
関西の大手私鉄で唯一の企業図書館である物の中には貴重な蔵書があり、大切に保管されている。その為に館内入場時に以下のような注意を出している。
- 蔵書や資料の盗難防止の為、かばんや袋等の持込みは厳禁であり手荷物はコインロッカーに預ける。
- 入館と閲覧は無料であるが、中学生以上に限る。ただし、展示室の観覧は有料。
- 貴重図書・資料や特殊文庫の閲覧は紹介状と事前の予約が必要。
- 蔵書の紛失及び乱丁防止の為、館外貸出は行っていない。
- 館内での飲食・喫煙は禁止されている。
- 蔵書及び展示室の展示品の著作権・肖像権の関係上、携帯電話・PHS・カメラ・ビデオカメラの持ち込みと撮影は禁止されている（かばんと一緒にコインロッカーに預ける事）。
- 開架図書を除いて閉架図書は閲覧請求に応じて職員が書籍の出納を行っている。
- 敷地内の大小庵と古彩庵と広間は毎週木曜日から土曜日は稽古で使われており、稽古がない日と休館日以外の日は貸し切りもできるが有料である。

## 利用案内
- 開館時間:午前10時～午後5時
- 休館日：月曜日・祝日・第1水曜日（月曜日・第1水曜日と祝日が重なるときはその翌日となる）
- 敷地内の大小庵と古彩庵は毎週木曜日から土曜日は稽古で使われている（稽古も月謝制で入会金と毎月の受講料は有料）。

## アクセス
- 阪急宝塚本線 池田駅より徒歩約15分、阪急バス綾羽町バス停より徒歩約5分。